# Хорб ам Некар
Хорб ам Некар (њем. Horb am Neckar) град је у њемачкој савезној држави Баден-Виртемберг. Једно је од 16 општинских средишта округа Фројденштат. Према процјени из 2010. у граду је живјело 25.935 становника. Посједује регионалну шифру (AGS) 8237040.

## Географски и демографски подаци
Хорб ам Некар се налази у савезној држави Баден-Виртемберг у округу Фројденштат. Град се налази на надморској висини од 375-706 метара. Површина општине износи 119,8 km². У самом граду је, према процјени из 2010. године, живјело 25.935 становника. Просјечна густина становништва износи 216 становника/km².

## Међународна сарадња
| Мјесто        | Држава               | Врста сарадње | Од    |
| ------------- | -------------------- | ------------- | ----- |
| Хејзлмир/Сари | Уједињено Краљевство | партнерство   | 1991. |
|               | Француска            | партнерство   | 2000. |
| Екс ле Бен    | Француска            | контакт       | 1983. |
| Извор         |                      |               |       |